# 佐藤光政
佐藤 光政（さとう みつまさ）は、日本の声楽家、バリトン歌手。東京都出身。
東京芸術大学音楽部声楽科卒業。二期会、東京室内歌劇場会員。クラシックに限らず、ポップスなど幅広く手掛けている。

## 経歴
浪曲師の母のもとで育ち、幼少の頃から歌が得意であった。母からは浪曲師としてさほど期待されていなかったが、芸大に進学する。1973年には第42回日本音楽コンクール声楽部門の第1位を受賞し、パリ国際音楽コンクールでも4位を受賞した。
自主制作アルバムを2枚発表した後に、1976年にCBSソニーと契約し、アルバム「愛の終わりに」でデビューする。

## ディスコグラフィー

### シングル
- 悪口（作詞：藤公之介 作曲：ジョルジュ・滝）
- 北国旅情

### アルバム
- 愛の終わりに（収録曲：表題曲の他、あなたのすべてを、シクラメンのかほり、アドロ等）
- 風の中（収録曲：表題曲の他、高山三乃町、メロドラマ等）
- 北国旅情（収録曲：表題曲の他、悪口、スター志願、惜春のうた等）
- 早春賦　佐藤光政日本の叙情　MLS-1033　1982年　（株）音楽センター
- 兵士たちの詩　佐藤光政ライブⅡ　CPR-001　1982年　（有）センタープロダクション